# Jakob Yngvason
Jakob Yngvason (nacido 23 de noviembre de 1945) es un físico/austriaco islandés y emeritus profesor de física matemática en la Universidad de Viena.  Ha hecho contribuciones importantes a teoría de campo cuántica local, termodinámica, y la teoría cuántica de muchos-sistemas de cuerpo, en particular gases atómicos fríos y Condensado de Bose-Einstein. Es coautor, junto con Elliott H. Lieb, Jan Philip Solovej y Robert Seiringer, de una monografía en Bose gases

## Vida
Después de graduarse del instituto en 1964 en Reykjavík, Yngvason estudió Física en Göttingen Universidad, obteniendo su Diploma en Física en 1969 y dr.rer.nat.  en 1973. Su tesis advisor era Hans-Jürgen Borchers. Yngvason fue asistente de profesor en la Universidad de Göttingen 1973–1978, 1978–1985 científico de búsqueda en el Instituto de Ciencia de la Universidad de Islandia y 1985@–1996 profesor de física teórica en la Universidad de Islandia. En 1996 devenga profesor de física matemática en la Universidad de Viena, donde es emeritus profesor desde octubre de 2014. Fue presidente del Instituto de Schrödinger del Erwin para Física Matemática (ESI) en Viena 1998-2003 y director científico del instituto 2004-2011. Fue vicepresidente de la Asociación Internacional de Física Matemática 2000@–2005 y editor en jefe de Revisiones en Física Matemática 2006-2010. Es un miembro del Societas Scientiarum Islandica y miembro correspondiente de la Academia de Ciencias de Gotinga y de la Real Academia Danesa de Ciencias y Letras, Copenhague. Para su trabajo en Termodinámica, junto con Lieb, el Premio Levi Conant de la Sociedad Matemática americana en 2002. En 2004 recibe el Premio Erwin Schrödinger de la Academia austriaca de Ciencias. Está casado con Guðrún Kvaran, profesora de lexicografía en la Universidad de Islandia;  tienen dos niños.